# 林慧倩
林慧倩（英語：Giselle Lam Wai Sin，1986年7月2日—），香港女演員、歌手、主持。於2011年度香港小姐競選中晉身最後六強，參選後主力擔任活動司儀及主持工作，亦參演多部香港及海外電影、電視劇。2017年加盟淘星網絡動力（2017年 - 2019年）成為旗下藝人後，轉型為動作演員，於動作電影《擊鬥女神》擔任女主角並於同年推出首支個人單曲花蕾。

## 簡介
林慧倩出生於香港，父母是印尼華僑。中學時期就讀於梁式芝書院，林慧倩讀書時期活躍於各種課外活動，自小練習鋼琴、體操、芭蕾舞，更是校內合唱團及田徑隊成員，與有「牛下女車神」之稱的香港女子單車運動員李慧詩同為田徑校隊，曾多次代表學校在田徑場上奪得多個獎項。其後到澳洲珀斯西澳洲大學繼續升學，主修公關傳播及電影。2010年回港後曾於時裝旗艦店Joyce當視覺陳列師，但好動外向又富有表演慾的她一心想投身幕前，在媽媽的鼓勵下參選香港小姐繼而晉身演藝圈。
2024年，她參加ViuTV主辦的另類選美比賽《美麗40路》，最後只能入圍15強。

## 電影
| 年份   | 名稱       | 角色               |
| 2011年 | 竊聽風雲2  |                    |
| 2011年 | 單身男女   |                    |
| 2011年 | 絕世好Bra  |                    |
| 2012年 | 寒戰       | 記者               |
| 2013年 | 殭屍       | 錢小豪前妻         |
| 2013年 | 非常幸運   | 跳舞女郎           |
| 2016年 | 寒戰II     | 新聞女主播         |
| 2016年 | PG戀愛指引 | 女主角閨蜜         |
| 2018年 | 非同凡響   | 黃老師             |
| 2019年 | 擊鬥女神   | 姚青藍（女主角）   |
| 2020年 | 大盜演     |                    |
| 2022年 | 边缘行者   | 算爆（林曉峰）老婆 |
| 2023年 | 潛行       | 九妹               |

## 音樂作品
| 歌曲# | 發行日期      | 歌曲名稱 | 作曲 | 作詞   | 歌曲類型 |
| 1     | 2019年7月19日 | 花蕾     | 江暉 | 呂喬恩 | 單曲     |

## 電視劇
| 年份   | 電視台             | 名稱      | 角色                 |
| 2017年 | ViuTV              | 詭探      | 梁建華（李任燊）妻子 |
|        | 奇妙電視           | 閃婚100天 | Mandy                |
| 2021年 | Amazon Prime Video | Expats    | Nurse                |

## 電視節目
- 2018年：FOX Life "Chef: East vs West"
- 2021年：明星運動會前哨戰 : Fight 盡

## 節目主持
| 節目名               |
| InsiderTV            |
| Magnum Music Station |

## 外部連結
- 林慧倩的Instagram帳戶
- 林慧倩的新浪微博